# Bacbijski jezik
Bacbijski jezik (bats, bac, batsaw, batsba, batsbi, batsbiitsy, batsi, tsova-tush, tush; ISO 639-3: bbl), Sjeveroistočni kavkaski jezik nahske skupinme kojim govori 3 420 Bacbijaca (2000) u distriktu Talavei u kahetinskoj regiji, Gruzija.
Bacbijski i čečensko-inguški čine nahsku jezičnu skupinu. Kao literalnim jezikom služe se gruzijskim [kat].

## Glasovi
45: ph tDh kh qh ? b dD g p' tD' k' q' tDsh tSh dDz dZ tDs' tS' P X H B RF sD S zD Z m j i E a_ o u i~ e~ a_~ o~ u~ hlF n r l 99 h

## Vanjske poveznice
- Ethnologue (14th)
- Ethnologue (15th)